# Ardaseer Cursetjee
Ardaseer Cursetjee Wadia (6 de octubre de 1808 - 16 de noviembre de 1877) fue un constructor de barcos e ingeniero indio, siguiendo la tradición de la familia Wadia a la que pertenecía. Fue el primer indio en ser elegido miembro de la Royal Society. 
También es conocido por introducir varias tecnologías por entonces novedosas en la ciudad de Bombay, como la iluminación de gas, la máquina de coser, el riego impulsado por bombas de vapor y el electrochapado.

## Semblanza
Ardaseer Cursetjee era hijo de Cursetjee Rustomjee, vástago de la rica familia de constructores y arquitectos navales de Wadia, propietaria del astillero de Bombay. En 1822, a los 14 años de edad, Ardaseer se unió a su padre en los astilleros, donde se interesó particularmente por las máquinas de vapor. En 1833, a los 25 años, diseñó y botó un pequeño barco oceánico de 60 toneladas, llamado Indus. Este barco posteriormente garantizaría una mención en su nominación para la Royal Society. En 1834, en presencia del gobernador de Bombay, inauguró la iluminación con gas de su casa y jardines en Mazgaon. Se casó con una joven parsi, Avabai, y la pareja tuvo varios hijos que posteriormente se convirtieron en los miembros iniciales de la rica familia de negocios Wadia de la India.
En 1837 sería elegido miembro no residente de la Royal Asiatic Society. En 1839, a la edad de 31 años, viajó por tierra a Inglaterra para continuar sus estudios sobre la propulsión del vapor marino en nombre de la East India Company. Relató su viaje en The Diary of an Overland Journey from Bombay to England, publicado en Londres en 1840. Mientras estaba en Inglaterra, construyó una máquina de vapor que luego envió a la India para su instalación en el Indus.
El 27 de mayo de 1841, Cursetjee fue elegido miembro de la Royal Society. La nominación, hecha por Spencer Compton, Marqués de Northampton, el entonces Presidente de la Sociedad, lo describe como un "caballero bien versado en la teoría y práctica de laarquitectura naval, y dedicado a actividades científicas". Le atribuye tanto la introducción de la iluminación de gas en Bombay, como el hecho de haber "construido una embarcación [de navegación] de 60 toneladas a la que adaptó un motor de vapor". En 1855 sería elegido juez de paz.
Permaneció como ingeniero jefe en los muelles de Bombay hasta el 1 de agosto de 1857, cuando se retiró. Regresó a Inglaterra, donde se estableció.
En 1858 realizó su último viaje a Londres y decidió vivir permanentemente en el Reino Unido con su amante, una mujer inglesa llamada Marian Barber. Si bien la pareja no se casó, tuvieron hijos y su linaje continúa viviendo en el Reino Unido hasta la fecha. Uno de sus descendientes, Blair Southerden, ha escrito libros, incluido "A gentle lion and other ancestors" (Un león amable y otros antepasados) (2013) que rastrean su linaje, describiendo la comunidad parsi y sus intereses en la construcción de barcos.
Murió, a los 69 años, el 16 de noviembre de 1877 en Richmond, Londres.
El 27 de mayo de 1969, el Servicio Postal de la India emitió un sello conmemorativo en reconocimiento de sus contribuciones como "pionero e innovador".
Sus hijos en el Reino Unido continuaron llevando su nombre durante algún tiempo. La iglesia de St. Mathias en Surrey registra que en 1879, uno de sus hijos, Gustasp Ardaseer, se casó con Florence Neal.

## Familia
Cursetjee convivió con Marian Barber (1817-1899) en Inglaterra, aunque nunca se casaron formalmente. Marian era una mujer británica, de Tower Hamlets, cuyo hermano trabajaba como empleado en los muelles de Londres. Juntos, la pareja tuvo varios hijos, el primero de los cuales, Lowjee Annie, nació en Bombay en diciembre de 1853. Su segundo hijo, Gustasp Ardaseer, nació en 1856 también en Bombay. Posteriormente, la pareja regresó al Reino Unido, ya que la comunidad parsi en la India no aceptó su emparejamiento.
Ardaseer tenía una esposa en India, Avabai, a quien dejó allí cuando emigró al Reino Unido. Sus hijos de Avabai y sus hijos de Marian continuaron manteniendo el contacto, incluso casándose entre ellos.
Por ejemplo, Cursetjee Rustomjee (1855-1941), el nieto de Avabai y Ardaseer fue enviado a Inglaterra para estudiar para el examen del Servicio Civil indio y se quedó con su abuelo en Richmond. Allí conoció a Lowjee Annie, su tía e hija de Ardaseer y Marian. Se casó con ella en 1880. Aunque sus tres hijos nacieron en la India, su padre regresó a Inglaterra poco después de retirarse en 1911. Murió en Matlock, Derbyshire, en 1941.

## Lecturas relacionadas
- Kochhar, Rajesh K. (March 2001). «Indian Fellows of the Royal Society, London (1841–2000)». Current Science 80 (6): 721-722. Archivado desde el original el 22 de diciembre de 2018. Consultado el 28 de junio de 2020.

- Datos: Q4787827
- Multimedia: Ardaseer Cursetjee Wadia / Q4787827